# Charles Schlee
Charles Wilhelm Daniel Schlee (21 de julho de 1873 — 5 de janeiro de 1947) foi um ciclista e campeão olímpico estadunidense nascido na Dinamarca. Representou os Estados Unidos em seis eventos nos Jogos Olímpicos de Verão de 1904.